# Metabotropni glutamatni receptor
Metabotropni glutamatni receptor, ili mGluR, je tip glutamatnog receptora koji su aktivni putem indirektnog metabotropnog procesa. Oni su članovi klase C G protein spregnutih receptora, ili GPCR receptora. Poput svih glutamatnih receptora, mGluR receptori vezuju glutamat, jednu aminokiselinu koja funkcioniše kao pobuđujući neurotransmiter.

## Funkcija i struktura
mGluR receptori izvode različite funkcije u perifernom i centralnom nervnom sistemu. Na promer, oni učestvuju u učenju, memoriji, anksioznosti, i percepciji bola. Oni su nađeni u pre- i postsinaptičkim neuronima u sinapsama hipokampusa, malog mozga, i moždanoj kori, kao i drugim delovima mozga i u perifernim tkivima.
Poput drugih metabotropnih receptora, mGluR receptori imaju sedam transmembranske domene koji idu od jedne do druge strane ćelijske membrane. Za razliku od jonotropnih receptora, metabotropni glutamatni receptori nisu jonski kanali. Oni aktiviraju biohemijsku kaskadu, što dovodi do modifikacije drugih proteina, na primer jonskih kanala. To dovodi do promena u sinaptičke pobudljivosti, za na primer presinaptičku inhibiciju neurotransmisije, ili modulacije i čak indukcije postsinaptičkog responsa.

## Klasifikacija
Osam tipova mGluR receptora je poznato. Oni se obeležavaju sa mGluR1 do mGluR8 ( do ), i dele se u grupe I, II, i III. Receptorski tipovi su definisani na osnovu receptorske strukture i fiziološke aktivnosti. mGluR receptori se dalje dele u podtipove, kao što su mGluR7a i mGluR7b.

### Pregled
| Familija  | Receptori | Gen  | Mehanizam             | Funkcija                                                                                   | Agonisti & Aktivatori                   | Antagonisti | Sinapsno mesto             |
| --------- | --------- | ---- | --------------------- | ------------------------------------------------------------------------------------------ | --------------------------------------- | ----------- | -------------------------- |
| Grupa I   | mGluR1    | GRM1 | Gq, ↑+, ↑+, ↓glutamat | - Povećanje NMDA receptorske aktivnosti i rizika od ekscitotoksičnosti                     | - 3,5-dihidroksifenilglicin             |             | prvenstveno postsinaptički |
| Grupa I   | mGluR5    | GRM5 | , ↑+, ↑K+, ↓glutamat  | - Povećanje NMDA receptorske aktivnosti i rizika od ekscitotoksičnosti                     | - 3,5-dihidroksifenilglicin             |             | prvenstveno postsinaptički |
| Grupa II  | mGluR2    | GRM2 |                       | - Umanjenje NMDA receptor aktivnosti i rizika od ekscitotoksičnosti - Umanjuje šizofreniju | - eglumegad - Bifenilindanon A - DCG-IV | - EGLU      | prvenstveno presinaptički  |
| Grupa II  | mGluR3    | GRM3 |                       | - Umanjenje NMDA receptor aktivnosti i rizika od ekscitotoksičnosti - Umanjuje šizofreniju | - eglumegad - Bifenilindanon A - DCG-IV | - EGLU      | prvenstveno presinaptički  |
| Grupa III | mGluR4    | GRM4 |                       | - Umanjenje NMDA receptorske aktivnosti i rizika od ekscitotoksičnosti                     | - L-AP4                                 |             | prvenstveno presinaptički  |
| Grupa III | mGluR6    | GRM6 |                       | - Umanjenje NMDA receptorske aktivnosti i rizika od ekscitotoksičnosti                     | - L-AP4                                 |             | prvenstveno presinaptički  |
| Grupa III | mGluR7    | GRM7 |                       | - Umanjenje NMDA receptorske aktivnosti i rizika od ekscitotoksičnosti                     | - L-AP4                                 |             | prvenstveno presinaptički  |
| Grupa III | mGluR8    | GRM8 |                       | - Umanjenje NMDA receptorske aktivnosti i rizika od ekscitotoksičnosti                     | - L-AP4                                 |             | prvenstveno presinaptički  |

## Literatura
1. ↑  Kammermeier PJ (2006). „Surface clustering of metabotropic glutamate receptor 1 induced by long Homer proteins”. BMC Neurosci. 7: 1. PMC 1361788 . PMID 16393337. doi:10.1186/1471-2202-7-1.
2. 1 2 3  Bonsi P, Cuomo D, De Persis C, Centonze D, Bernardi G, Calabresi P, Pisani A (2005). „Modulatory action of metabotropic glutamate receptor (mGluR) 5 on mGluR1 function in striatal cholinergic interneurons”. Neuropharmacology. 49 Suppl 1: 104—13. PMID 16005029. doi:10.1016/j.neuropharm.2005.05.012.
3. 1 2  Ohashi H, Maruyama T, Higashi-Matsumoto H, Nomoto T, Nishimura S, Takeuchi Y (2002). „A novel binding assay for metabotropic glutamate receptors using [3H] L-quisqualic acid and recombinant receptors” (PDF). Z. Naturforsch., C, J. Biosci. 57 (3-4): 348—55. PMID 12064739. Архивирано из оригинала (subscription required) 27. 10. 2005. г. Приступљено 09. 11. 2010.
4. 1 2  Hinoi E, Ogita K, Takeuchi Y, Ohashi H, Maruyama T, Yoneda Y (2001). „Characterization with [3H]quisqualate of group I metabotropic glutamate receptor subtype in rat central and peripheral excitable tissues”. Neurochem. Int. 38 (3): 277—85. PMID 11099787. doi:10.1016/S0197-0186(00)00075-9.
5. 1 2 3 4 5 6 7  Chu Z, Hablitz JJ (2000). „Quisqualate induces an inward current via mGluR activation in neocortical pyramidal neurons”. Brain Res. 879 (1-2): 88—92. PMID 11011009. doi:10.1016/S0006-8993(00)02752-9.
6. 1 2  Platt SR (2007). „The role of glutamate in central nervous system health and disease--a review”. Vet. J. 173 (2): 278—86. PMID 16376594. doi:10.1016/j.tvjl.2005.11.007.
7. ↑  Sladeczek F., Momiyama A.,Takahashi T. (1992). "Presynaptic inhibitory action of metabotropic glutamate receptor agonist on excitatory transmission in visual cortical neurons". Proc. Roy. Soc. Lond. B 1993 253, 297-303.
8. 1 2 3 4  Endoh T (2004). „Characterization of modulatory effects of postsynaptic metabotropic glutamate receptors on calcium currents in rat nucleus tractus solitarius”. Brain Res. 1024 (1-2): 212—24. PMID 15451384. doi:10.1016/j.brainres.2004.07.074.
9. 1 2  If not otherwise specified in table:TABLE 1 Classification of the metabotropic glutamate (mGlu) receptors From the following article:
10. ↑  Swanson CJ, Bures M, Johnson MP, Linden AM, Monn JA, Schoepp DD (2005). „Metabotropic glutamate receptors as novel targets for anxiety and stress disorders”. Nat Rev Drug Discov. 4 (2): 131—44. PMID 15665858. doi:10.1038/nrd1630.
11. ↑  Skeberdis VA, Lan J, Opitz T, Zheng X, Bennett MV, Zukin RS (2001). „mGluR1-mediated potentiation of NMDA receptors involves a rise in intracellular calcium and activation of protein kinase C”. Neuropharmacology. 40 (7): 856—65. PMID 11378156. doi:10.1016/S0028-3908(01)00005-3.
12. ↑  Lea PM, Custer SJ, Vicini S, Faden AI (2002). „Neuronal and glial mGluR5 modulation prevents stretch-induced enhancement of NMDA receptor current”. Pharmacol. Biochem. Behav. 73 (2): 287—98. PMID 12117582. doi:10.1016/S0091-3057(02)00825-0.
13. 1 2 3  Shigemoto R, Kinoshita A, Wada E, Nomura S, Ohishi H, Takada M, Flor PJ, Neki A, Abe T, Nakanishi S, Mizuno N (1997). „Differential presynaptic localization of metabotropic glutamate receptor subtypes in the rat hippocampus” (abstract). J. Neurosci. 17 (19): 7503—22. PMID 9295396.
14. 1 2  Ambrosini A, Bresciani L, Fracchia S, Brunello N, Racagni G (1995). „Metabotropic glutamate receptors negatively coupled to adenylate cyclase inhibit N-methyl-D-aspartate receptor activity and prevent neurotoxicity in mesencephalic neurons in vitro”. Mol. Pharmacol. 47 (5): 1057—64. PMID 7746273. Архивирано из оригинала (abstract) 28. 08. 2008. г. Приступљено 09. 11. 2010.

## Spoljašnje veze
- Metabotropic+Glutamate+Receptors на 